# Đuran Kovačević
Đuran Kovačević, bosansko-hercegovski general, * 18. april 1916, † 28. maj 2007.

## Življenjepis
Leta 1941 je vstopil v NOVJ in naslednje leto v KPJ. Med vojno je bil poveljnik več enot. Po vojni je bil poveljnik brigade, poveljnik divizije, načelnik Pehotne oficirske šole,...
Končal je šolanje na VVA JLA in Vojno šolo JLA.